# Jozef Decrett
Józef Decrett, či Jozef Dekret-Matejovie (12. července 1774 Dobroč u Čierného Balogu – 18. července 1841, Banská Bystrica), byl slovenský lesník, který na středním Slovensku (v oblasti Horehroní) zavedl používání pily místo sekery v těžbě dřeva, ale především v té době průkopnické umělé zalesňování vykácených ploch.
Jozef se narodil v rodině lesního dělníka Matěje Decretta, později lesního dozorce a nakonec strážce hrablí (česlí k zachycování dřeva, plaveného po řekách). Absolvoval piaristické gymnázium v Brezně a v roce 1787 nastoupil do lesní služby, nejprve jako nádeník, pak pomocný hajný a hajný. V roce 1807 byl jmenován vrchním hajným a v roce 1809 lesním soudcem v Brezně. V té době prováděl rozměřování pozemků a vypracoval statut lesních osad v okolí Čierného Hronu, který platil dalších téměř 150 let.
V roce 1825 pozval dělníky z oblasti rakouského Štýrska, aby naučili místní konzervativní dřevorubce používat nové metody těžby dřeva a především překonali jejich odpor ke kácení pilami.
Hlavní Decrettovou zásluhou je ale nikoliv zefektivnění těžby, ale plánovité zalesňování hor, zdevastovaných několika staletími těžby dřeva pro potřeby místního rozvinutého hornictví, hutnictví a sklářství. Do té doby se odlesňování bránilo jen úředním omezováním těžby dřeva a zákazy pasení koz na holinách. Zalesňování jinak, než přirozenou cestou (nálety) bylo neznámé. Decrettovi se podařilo prosadit plánovitou výsadbu a sám ji aktivně prováděl.
V jeho práci pokračovali i jeho nástupci a podařilo se tak na začátku dvacátého století opět zalesnit prakticky celou oblast.